# Don't Leave Me (B'zの曲)
「Don't Leave Me」（ドント・リーヴ・ミー）は、日本の音楽ユニット・B'zの楽曲。1994年2月9日にBMGルームスより14作目のシングルとして発売された。

## 概要
7thアルバム『The 7th Blues』からの先行シングル。
このシングルから、松本の英語での表記が"TAKAHIRO MATSUMOTO"から現在の"TAK MATSUMOTO"に変更される。また、本作から『love me, I love you』までは、それぞれ専用のB'zロゴマークが使われた。
ジャケット写真は、ロサンゼルスから車で1時間ほど走らせた場所にあるドライレイクで撮影された。
この頃は長期にわたるライブのためメディアへの露出が少なかった上に曲調がかなり暗い作品が目立ったため、このシングルのリリースの頃からB+U+Mを解体する『MOTEL』のリリースの時期までは「暗黒時代」と言われた（現在はメンバー自身も1994年を「暗黒時代」と呼んでいる）。
8thシングル『LADY NAVIGATION』から7作連続で2週以上連続1位を獲得した。先行シングルにもかかわらず初動で79万枚を記録し、3作連続の初動70万枚越えとなり、2週目にはミリオンセラーとなる。B'zのシングルでは『LOVE PHANTOM』に次いで2番目の初動売上である。
第9回日本ゴールドディスク大賞でベスト5シングル賞を受賞した。

## 収録曲
| 全作詞: 稲葉浩志、全作曲: 松本孝弘、全編曲: 松本孝弘・明石昌夫。 |                       |          |            |      |
| #                                                                | タイトル              | 作詞     | 作曲・編曲 | 時間 |
| 1.                                                               | 「Don't Leave Me」    | 稲葉浩志 | 松本孝弘   | 4:23 |
| 2.                                                               | 「Mannequin Village」 | 稲葉浩志 | 松本孝弘   | 3:42 |
| 合計時間:                                                        | 合計時間:             | 8:05     |            |      |

## 楽曲解説
1. Don't Leave Me
  - 前作「裸足の女神」までとは打って変わってブルース色を前面に出した曲。
  - PVは、ロサンゼルスの郊外にある荒野やハイウェイで撮影された[4]。
  - 1994年3月11日放送の『ミュージックステーション』出演時は、『The 7th Blues』収録の「おでかけしましょ」と共に披露された[5]。また、この時から2人の立ち位置が変わり、稲葉が中央、松本が手前から見て右側と現在の立ち位置になっている。
  - ライブではイントロが延長され、1番サビに入る前にテンポが下がり、アウトロではブルースハープの代わりに稲葉が高音シャウトを連発することが定番となっている。
  - アルバムツアー『B'z LIVE-GYM '94 "The 9th Blues" <PART 1>』ではアンコールラストナンバー、 『B'z LIVE-GYM '94 "The 9th Blues" <PART 2>』ではオープニングナンバーとして演奏された。
2. Mannequin Village
  - 歌詞は田舎を捨てた主人公が華やかな都会の暮らしに溺れ、自分を見失っていくという内容。間奏に早口の語りが入る。
  - アルバムには収録されておらず、B'zの楽曲においてこの曲と「哀しきdreamer」のみ、2017年に『B'z COMPLETE SINGLE BOX』が発売されるまでは8cmディスクでしか入手できない状態だった。
  - 『B'z LIVE-GYM '94 "The 9th Blues"〈PART1〉』以降暫く演奏されていなかったが、2005年に行われた『B'z LIVE-GYM 2005 "CIRCLE OF ROCK"』で約11年ぶりに演奏された。

## タイアップ
- テレビ朝日系木曜ドラマ『新空港物語』主題歌（#1）

## 参加ミュージシャン
- 松本孝弘：ギター、シタール、全曲作曲・編曲
- 稲葉浩志：ボーカル、全曲作詞
- 明石昌夫：ベース、全曲編曲
- 青山純：ドラム
- SKA-PARA HORNS
  - 名古屋君義（現・NARGO）：トランペット
  - 北原雅彦：トロンボーン
  - 冷牟田竜之：アルト・サックス
  - GAMOU（現・GAMO）：テナー・サックス
  - 谷中敦：バリトン・サックス
- 増田隆宣：ハモンド・オルガン（#1）
- 妹尾隆一郎：ブルース・ハープ（#1）
- 生沢佑一：コーラス（#1）
- 高嶋りん（現・浦嶋りんこ）：コーラス（#1）
- B+U+M

## 収録アルバム
Don't Leave Me
- The 7th Blues
- B'z TV STYLE II Songless Version（TV STYLE）
- B'z The Best "Pleasure"
- B'z The Best "ULTRA Treasure"
- B'z The Best XXV 1988-1998

## ライブ映像作品
Don't Leave Me
- "BUZZ!!" THE MOVIE
- B'z The Best "ULTRA Pleasure"（特典DVD）
- B'z LIVE-GYM Hidden Pleasure 〜Typhoon No.20〜
- B'z LIVE-GYM Pleasure 2008 -GLORY DAYS-
- B'z COMPLETE SINGLE BOX（特典DVD）
- B'z SHOWCASE 2020 -5 ERAS 8820- Day1〜5

Mannequin Village
- B'z LIVE-GYM 2005 -CIRCLE OF ROCK-